# 伊姆斯特縣
伊姆斯特縣（德語：Bezirk Imst）是奧地利蒂羅爾州的一個縣，位於該州的中西部，北鄰德國巴伐利亞州，東南鄰義大利波爾扎諾自治省。面積1,724.82平方公里。2001年人口52,658人。縣治伊姆斯特。
下分24個市镇，其中1个城市，23个普通市镇。。